# Phelister condor
Phelister condor är en skalbaggsart som beskrevs av Miłosz A. Mazur 1988. Phelister condor ingår i släktet Phelister och familjen stumpbaggar. Inga underarter finns listade i Catalogue of Life.